# Petter Andersson Lindstrand
Petter Andersson Lindstrand, född 6 januari 1726 i Västra Stenby församling, Östergötlands län, död 12 december 1817 i Västerlösa församling, Östergötlands län, var en svensk byggmästare.

## Biografi
Petter Andersson Lindstrand arbetade som byggmästare och utsågs omkring 1775 till stiftsbyggmästare. Han arbetade ofta tillsammans med murmästaren Måns Månsson Lindgren som kom att utses till stiftsmurmästare. De byggde minst sju kyrkor tillsammans. Lindstrand byggde fem kyrkor på egen hand.

## Utförda arbeten (urval)
- Västerlösa kyrka.[3]
- Sya kyrka (1774).[4]
- Grebo kyrka (1772–1773).[5]
- Tjärstads kyrka (1775–1778).[6]
- Viby kyrka (1776–1777).[7]
- Rystads kyrka (1780–1783).[8]
- Normlösa kyrka (1784).[9]
- Herrberga kyrka (1795–1797).[2]